# Денил Селимински
Денил Селимински (роден на 27 април 1994 г.) е български футболист, който играе като атакуващ халф и нападател за Литекс (Ловеч).

## Кариера
Роден в София, Денил Селимински изкарва 9 години в школата на ЦСКА (София). На 16-годишна възраст преминава в Академик (София), където треньор на първия състав е баща му Самир Селимински. През 2011 г. Денил е привлечен в школата на словенския Домжале.
В началото на 2014 г. се завръща в България и става играч на Ботев (Луковит), който участва в Северозападната В група. За една календарна година записва 27 мача с 9 гола в третия ешелон.
На 10 февруари 2015 г. Селимински подписва договор до края на сезона с втородивизионния Черноморец (Бургас) след като изкарва успешен пробен период. Записва 4 мача за тима в Б група.
През лятото на 2015 г. преминава в друг отбор от втора дивизия – Локомотив (Мездра).
След като тимът на Литекс (Ловеч) започва отново през 2016 г. от В група Денил Селимински е привлечен в състава от Живко Желев.

## Статистика по сезони
| Сезон    | Отбор           | Първенство | Мачове | Голове |
| -------- | --------------- | ---------- | ------ | ------ |
| 2014/пр. | Ботев (Лук)     | В група    | 13     | 6      |
| 2014/ес. | Ботев (Лук)     | В група    | 14     | 3      |
| 2015/пр. | Черноморец (Бс) | Б група    | 4      | 0      |
| 2015/ес. | Локомотив (Мз)  | Б група    | 16     | 0      |
| 2016/пр. | Ботев (Лук)     | В група    | 14     | 7      |
| 2016/17  | Литекс          | Трета лига | 16     | 11     |